# Коко Бил
Коко Бил је стрип-јунак чији је аутор Италијан Бенито Јаковити. Стрип је заправо пародија на Дивљи Запад. Цртеж је карактеристичан и препознатљив, пун невероватних апсурда и разних дрангулија; црви са шеширом, гомила салама, разбацане коске и чарапе, рибе које ходају, коњ који пуши, а главни јунак уместо вискија пије чај од камилице. 
Коко Бил је креиран 1956. године, а прво објављивање уследило је годину дана касније, тачније 28. марта 1957. године, у италијанском листу Il Giorno dei Ragazzi који је излазио све до 1968. године.
На цртаном филму се појавио 2002. године.
Стрип Коко Бил су у бившој Југославији објављивали: Политикин Забавник, Стрипотека, Панорама (магазин), Стрип магазин, Зов (магазин)... 